# El Progreso, San Fernando
El Progreso är en ort i Mexiko.   Den ligger i kommunen San Fernando och delstaten Chiapas, i den sydöstra delen av landet, 700 km öster om huvudstaden Mexico City. El Progreso ligger 921 meter över havet och antalet invånare är 2 704.
Terrängen runt El Progreso är huvudsakligen kuperad, men norrut är den bergig. Runt El Progreso är det ganska tätbefolkat, med 116 invånare per kvadratkilometer. Närmaste större samhälle är Tuxtla Gutiérrez, 17,4 km sydost om El Progreso. I omgivningarna runt El Progreso växer huvudsakligen savannskog.